# 24 Dywizja Kawalerii (ZSRR)
24 Dywizja Kawalerii (ros. 24-я кавалерийская дивизия) – związek taktyczny kawalerii Armii Czerwonej.
Dywizja wzięła udział w kampanii wrześniowej w składzie Połockiej Grupy Armijnej. 

## Struktura organizacyjna
W 1939
- 18  pułk kawalerii
- 56  pułk kawalerii
- 70 pułk kawalerii
- 157 pułk kawalerii
- 10 pułk czołgów
- 31 dywizjon artylerii konnej
- 276 dywizjon artylerii przeciwlotniczej
- 31 pułk artylerii
- szwadron saperów
- lekki park przeprawowy
- 18 szwadron łączności
- 10 dywizjon saperów
- szwadron przeciwchemiczny
- szwadron transportowy
- szpital weterynaryjny
- piekarnia polowa
- 255 stacja poczty polowej

## Dowódcy dywizji
- kombrig Petr Achlustin (był w 1939)[2]